# Сорокин, Антон Семёнович

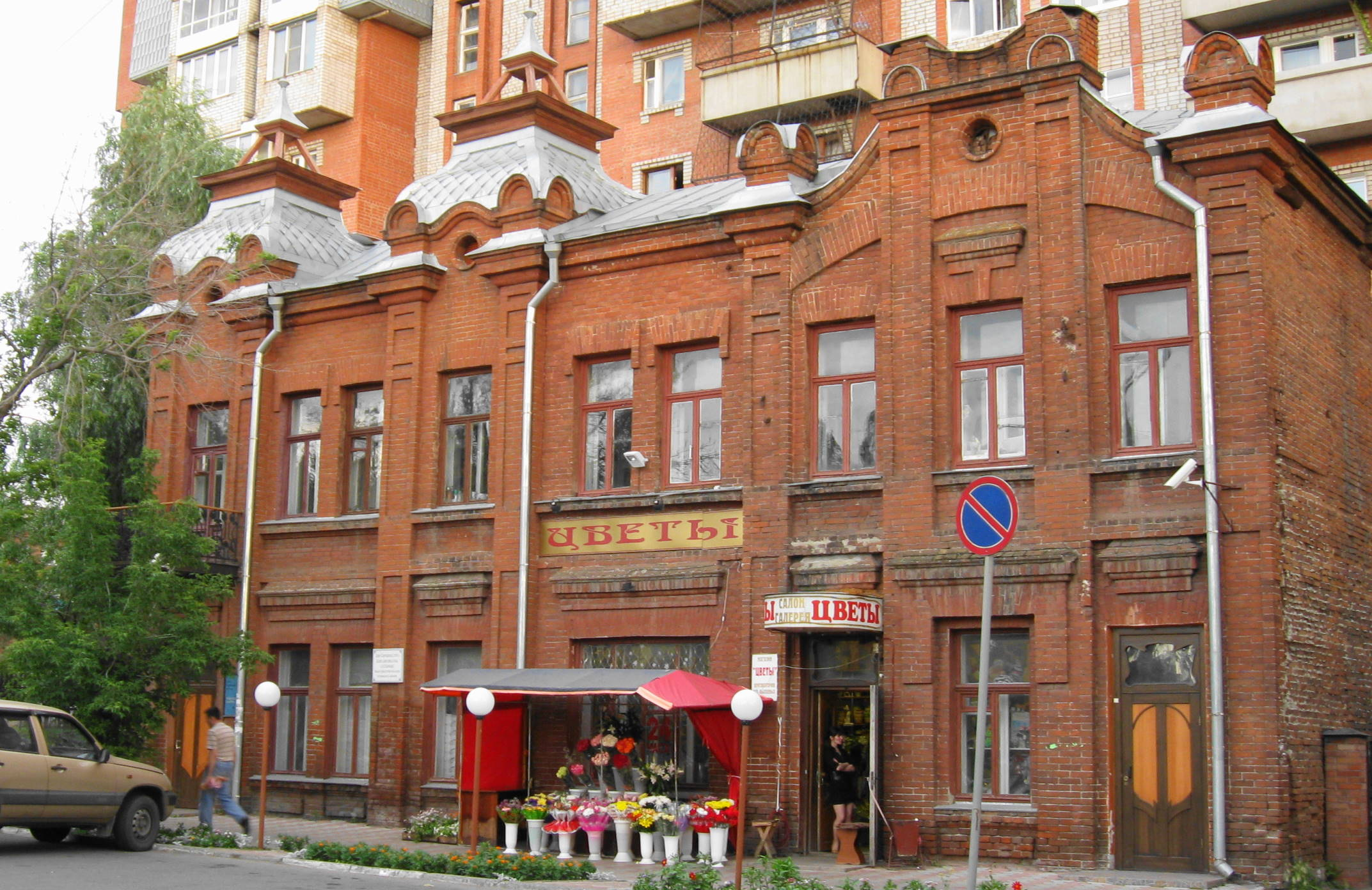
Дом Сорокиных (1911). Здесь жил писатель А. Н. Сорокин и бывали многие сибирские писатели. Ул. Лермонтова, 28а

Анто́н Семёнович Соро́кин (31 июля [12 августа] 1884, 12 августа 1884 или 29 июня 1884, Павлодар — 24 марта 1928, Москва) — русский писатель, драматург, прозаик.

## Биография
Антон Сорокин родился, по разным данным, 31 июля (12 августа) или 17 (29) июня 1884 года в Павлодаре в семье богатого купца старовера-беспоповца. В 1892 году вместе с семьёй переехал в Омск.
Сменил несколько профессий: был учеником иконописца, торговал кожей и солью, работал счетоводом в Управлении Омской железной дороги, регистратором в пригородной больнице.
Писать начал с 1900 года. Главная тема — власть золота над людьми. Его пьесу «Золото» собирался ставить В. Э. Мейерхольд в театре В. Ф. Комиссаржевской, однако постановка была запрещена цензурой. Вершиной творчества Антона Сорокина является антивоенная повесть «Хохот Жёлтого Дьявола» (впервые опубликована в газете «Омский вестник» в 1914 году).
После революции Сорокин занимает одно из ведущих мест в литературной жизни Омска. В своё время Антон Сорокин получил от Давида Бурлюка «Удостоверение в гениальностии», которое впоследствии выдавал уже своим ученикам. Учениками Сорокин считал всех молодых литераторов, которые бывали у него в гостях. Дом писателя на Лермонтовской улице (сейчас ул. Лермонтова, 28а) стал литературно-художественным клубом, объединившим литераторов и художников. Здесь бывали В. В. Иванов, Л. Н. Мартынов, Е. Н. Забелин, А. И. Алдан-Семёнов, Л. Сейфуллина, Н. И. Анов, Ю. Сопов и многие другие. Иванова и Мартынова Сорокин считал своими лучшими учениками.
В 1926 году Сорокин стал членом Союза сибирских писателей. Также являлся членом омской организации работников науки, литературы и искусства, литературно-художественной секции при Сибирском отделении государственного издательства.
Весной 1928 года был отправлен в туберкулёзный санаторий в Ялту, но там его не приняли, сочтя болезнь слишком запущенной. Доехав до Москвы, умер в Остроумовской больнице. Организацией похорон занимался Всеволод Иванов. Похоронен на Ваганьковском кладбище; могила утрачена.

## Творчество

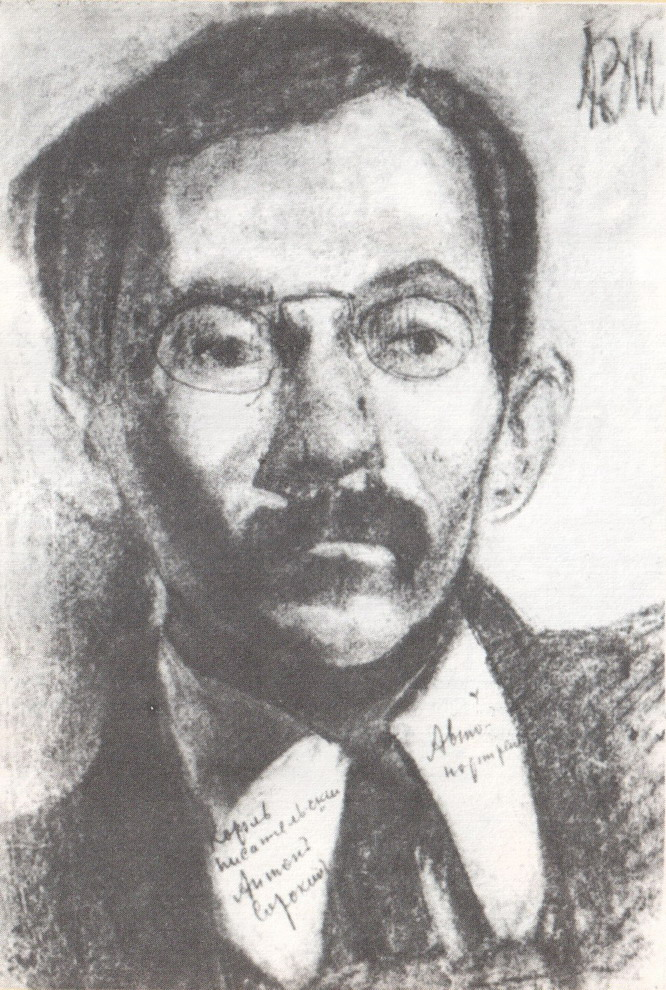
«Король писательский Антон Сорокин. Автопортрет». Карандаш. 1920-е гг. Государственный архив Омской области

Антон Сорокин является автором около двух тысяч произведений — большая их часть была обнаружена в рукописях писателя после его смерти. В одном из писем писатель скажет о себе так: 

Моя заслуга в том, что 25 лет работал я в Сибири, первый создал художественную литературу и показал русскому читателю душу казахского народа, в таком же духе, как это сделал Джек Лондон с жителями тихоокеанских островов.

### Художественные выставки
Учился в мастерской художника-иконописца. Участник выставок с 1917 г.
- 1917 г. — Выставка Общества художников и любителей искусств Степного края[11] (7 работ). Омск.
- 1919 г. — Выставка картин, акварелей, рисунков русских художников (дирекция Д. Д. Бурлюка). Омск.
- 1919—1921 годы — «Заборные» выставки.
- 1921 г. Выставка «Художники в пользу голодающих». Омск.

Коллекционировал произведения омских и приезжих художников в 1918—1920-е годы. Художественные работы Сорокина хранятся в ОГИК музее и ООМИИ им. М. А. Врубеля.

### Литературные произведения

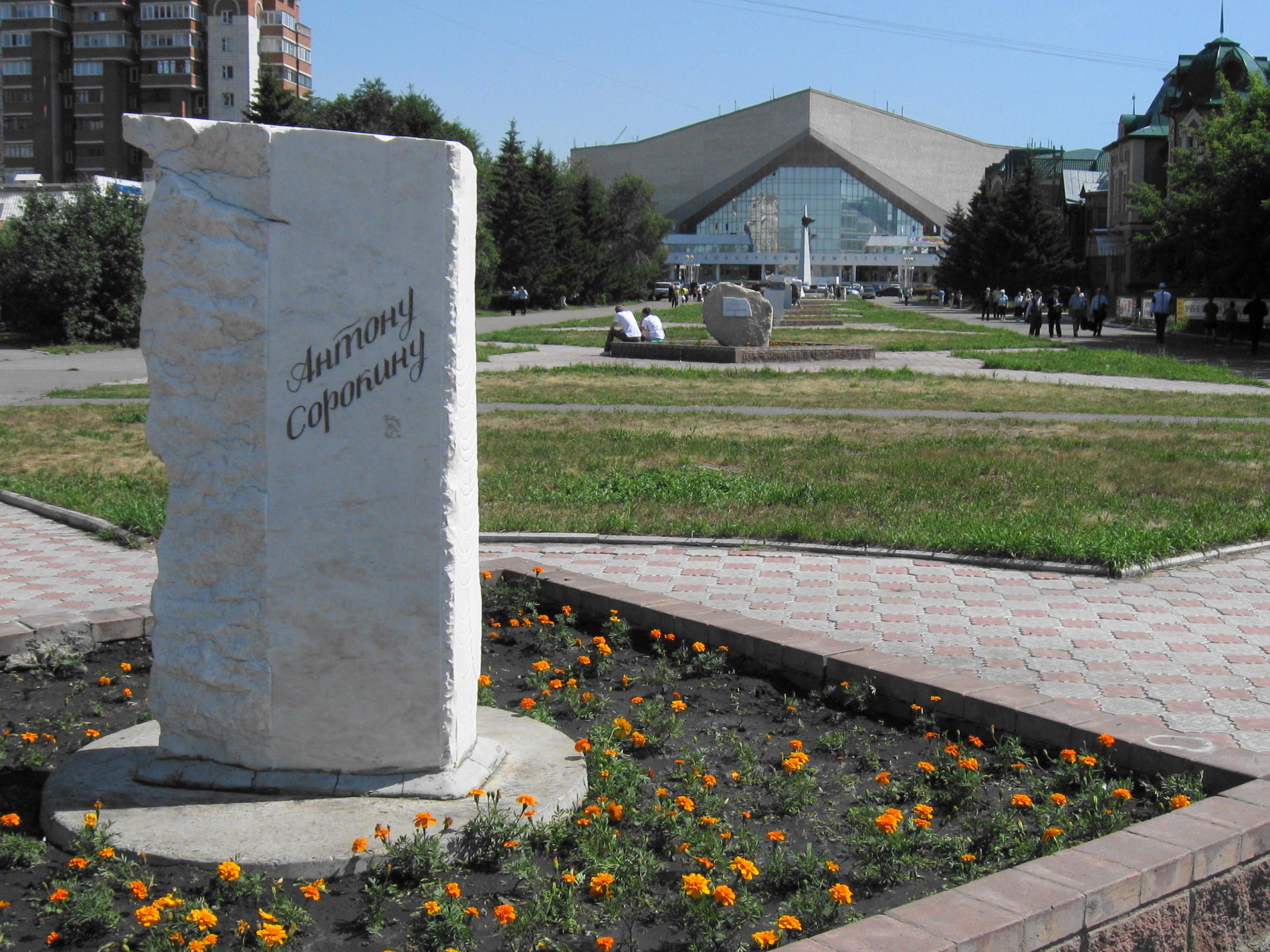
Мемориальный камень Антону Сорокину в Омске. Фото 2010 г.

- «Золото: Стилизованная монодрама» (1912)
- «Смертельно раненые» (1912)
- «Стоны последние» (1914)
- «Сибирское купечество» (1915)
- «Тююн-Боот» (1919)
- «Хохот Жёлтого Дьявола» (1908—1909)

### Память
В августе 2004 года в рамках празднования дня основания Омска на бульваре Мартынова (аллее Литераторов) был открыт мемориальный камень Антону Сорокину.

## Книги
- Сорокин А. Напевы ветра. — Новосибирск: Зап.-Сиб. кн. изд-во, 1967. — 188 с. — тираж 30 000 экз.
- Сорокин А. Запах родины / Сост. Е. И. Беленький. — Омск: Омское кн. изд-во, 1984. — 272 с., ил. — тираж 30 000 экз.
- Сорокин А. Хохот жёлтого дьявола: Повесть, рассказы. Вяткин Г. Возвращение / Сост., прим., послесл. Е. И. Беленького, В. М. Физикова. — Иркутск: Вост.-Сиб. кн. изд-во, 1986. — 464 с., ил. — тираж 50 000 экз. — («Литературные памятники Сибири»).
- Сорокин А. Тридцать три скандала Колчаку / Сост., прим. и предисл. И. Е. Лощилова, А. Г. Раппопорта. — СПб.: Красный матрос, 2011. — 148 с., ил. — ISBN 5-7187-0249-9.
- Сорокин А. С. Сочинения; Воспоминания (о Сорокине); Письма / Сост. В. И. Хомякова. — Тобольск: Общественный благотворительный фонд «Возрождение Тобольска», 2012—513 с., ил. — тираж 5000 экз. — («Библиотека альманаха „Тобольск и вся Сибирь“»).
- Сорокин А. С. Тридцать три скандала Колчаку / предисл. И. Е. Лощилова и А. Г. Раппопорта. 2-е изд., испр. Омск: Дирижабль, 2014.
- Сорокин А. С. Манифест короля / Вступит. ст. В. Титарева. Омск: Дирижабль, 2014.
- Сорокин А. С. Голос степного края / Вступит. ст. В. С. Вайнермана. Омск: Дирижабль, 2014.
- Сорокин А. С. Управлять кораблем — не значит управлять Россией / Вступит. ст. В. С. Вайнермана. Омск: Дирижабль, 2016.